# İrem Derici

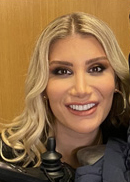
İrem Derici (2016)

İrem Derici (* 21. März 1987 in İstanbul) ist eine türkische Pop-Sängerin.

## Biografie
İrem Derici wurde 1987 in einem Vorort von Istanbul geboren. Ihre Eltern sind Hulusi Derici und Jale Ediz Dereci. Bereits mit vier Jahren begann sie Keyboard zu spielen. Nach ihrem Schulabschluss studierte Derici an der Mimar Sinan Üniversitesi in Istanbul Musik, sie brach dieses Studium jedoch ab und begann ein Studium an der İstanbul Bilgi Üniversitesi für Sozialwissenschaften.
2011 nahm sie an der ersten Staffel von O Ses Türkiye teil und erreichte das Halbfinale.
Im November 2012 veröffentlichte sie ihre erste Single „Bensiz Yapamazsın“. Ihre darauf folgenden Singles „Düşler Ülkesinin Gelgit Akıllısı“, „Sevgi Olsun Taştan Olsun“ (beide 2013) und „Zorun Ne Sevgilim“ (veröffentlicht 2014) erreichten den ersten Platz in den Türkçe Top 20.
Im Jahr 2014 gewann sie zudem einen Altın Kelebek Award in der Kategorie Bester Newcomer.

## Diskografie

### Alben
- 2015: Tüm Şarkıları
- 2016: Dantel
- 2018: Sabıka Kaydı
- 2019: Mest Of

### EPs
- 2013: İki
- 2014: Üç
- 2015: Değmezsin Ağlamaya

### Livealben
- 2024: Ex'ten Next

### Singles
| - 2012: Bensiz Yapamazsın - 2013: Düşler Ülkesinin Gelgit Akıllısı - 2013: Sevgi Olsun Taştan Olsun - 2013: Zorun Ne Sevgilim - 2014: Kalbimin Tek Sahibine - 2014: Bir miyiz? - 2014: Neredesin Sen - 2014: Nabza Göre Şerbet - 2015: Aşk Olsun - 2015: Değmezsin Ağlamya - 2015: Nerden Bilecekmiş (mit Emrah Karaduman) - 2015: Aşk Eşittir Biz - 2016: Dantel - 2016: Evlenmene Bak (Cameoauftritt von Sinan Akçıl) - 2016: Dur Yavaş - 2016: Bana Hiçbir Şey Olmaz - 2016: Bambaşka Biri (mit Yasin Keleş, Original: Gloria Gaynor – I Will Survive) - 2016: Gir Kanıma (mit Harun Kolçak) - 2017: Kıymetlim (mit Mustafa Ceceli) - 2017: Kendine Gel (mit Yonca Evcimik & Gökçe) - 2017: Bir Tanedir (mit Sinan Ceceli, Sinan Akçıl & Miri Yusuf) - 2017: Sana İhtiyacım Var (mit What Da Funk) - 2017: Sevimli - 2017: Tektaş - 2017: Bazı Aşklar Yarım Kalmalı - 2018: Hadi Gel (Hintergrundstimme: Mustafa Ceceli) - 2018: Cahil Cesareti (mit Kaan Karamaya) - 2018: Ben Tek Siz Hepiniz - 2018: Yanlış Alarm - 2018: Tek Tabanca (Hintergrundstimme: Mustafa Ceceli) - 2019: Meftun - 2019: Fırtınalar | - 2019: Acemi Balık - 2019: Aşkımız Olay Olacak - 2020: Çok Sevmek Yasaklanmalı (mit Sinan Akçıl & Mustafa Ceceli) - 2020: Teşekkürler (mit Sinan Akçıl) - 2020: Razıyım Ömür Boyu Yalnızlığa - 2020: Dudak Payı - 2020: Yazsın Bana (Hintergrundstimme: Sinan Akçıl) - 2020: Senin Hastan - 2021: Vazgeçtim İnan - 2021: Affeder mi Aşk Bizi? (mit Alper Atakan) - 2021: Konu O Olunca (mit Genco Ecer) - 2022: İyi Değilim (mit Sinan Akçıl) - 2022: Belki (mit Cem Belevi) - 2022: Ara Sıra - 2022: Rastgele (mit Mustafa Ceceli, Burak Bulut & Kurtuluş Kuş) - 2022: Alev Alev (mit Burak Bulut & Kurtuluş Kuş) - 2022: Yaz Gülü - 2023: Papatya (mit Eda Sakiz, Burak Bulut & Kurtuluş Kuş) - 2023: Efkâr Gecesi (mit Sinan Akçıl & Mustafa Ceceli) - 2023: Nedenini Sorma (mit Sinan Akçıl, Mili B & Kerro) - 2023: Güya (Akustik) (mit Onurr) - 2023: Bitter - 2023: Yaz Günü - 2023: Alıştım Zehrine - 2024: Delil - 2024: Milyonda Bir - 2024: Beni Bilen İyi Biliyor - 2024: Gidelim Mi Buralardan - 2024: Deli Yangınım (mit Emrah Karaduman) - 2025: 7 Gün (mit Ege Çubukçu, Ezgi Alaş, Alaca & Polen) - 2025: Kabul |

### Gastauftritte
- 2024: Geceler Kara (von Hande Özkaş – im Musikvideo)

## Filmografie

### Filme
- 2017: Bekâr Bekir

### Serien
- 2018: Jet Sosyete
- 2019: Kalk Gidelim
- 2020/2021: Menajerimi Ara

## Auszeichnungen
- 2014: Altın Kelebek Award in der Kategorie Bester Newcomer
- 2015: Kral Türkiye Müzik Award in der Kategorie Song des Jahres (für Kalbimin Tek Sahibine)